# Savoia-Marchetti SM.81
SIAI-Marchetti S.M.81 Pipistrello (netopýr) byl italský bombardér užívaný ve druhé světové válce. Bojově byl použit již ve třicátých letech v Etiopii a ve Španělsku, po vypuknutí druhé světové války však již patřil k zastaralým typům.

## Vývoj

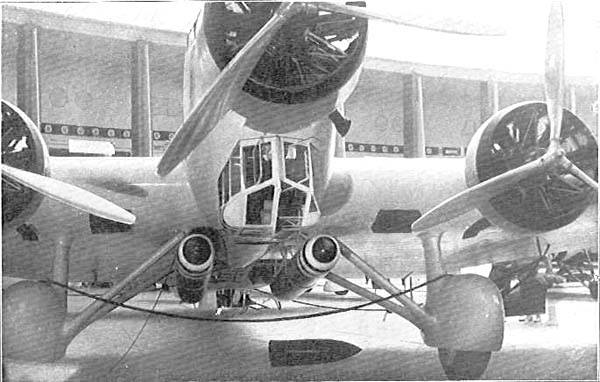
Savoia-Marchetti SM.81 jako torpédový bombardér

Třímotorový italský letoun Savoia-Marchetti S.M.81 vznikl z civilního dopravního letounu Savoia-Marchetti SM.73, z nichž několik kusů vlastnily před válkou i Československé státní aerolinie. První S.M.81 přišly do vojenské služby v Itálii v dubnu 1935 a ty se později zapojily do útoku Itálie na Etiopii. Další stroje bojovaly ve Španělské občanské válce na straně generála Franca. Ve třicátých letech se jednalo o poměrně moderní stroje, které byly pýchou Regia Aeronautica, ale před druhou světovou válkou ztrácely na bojové hodnotě.

## Bojové použití

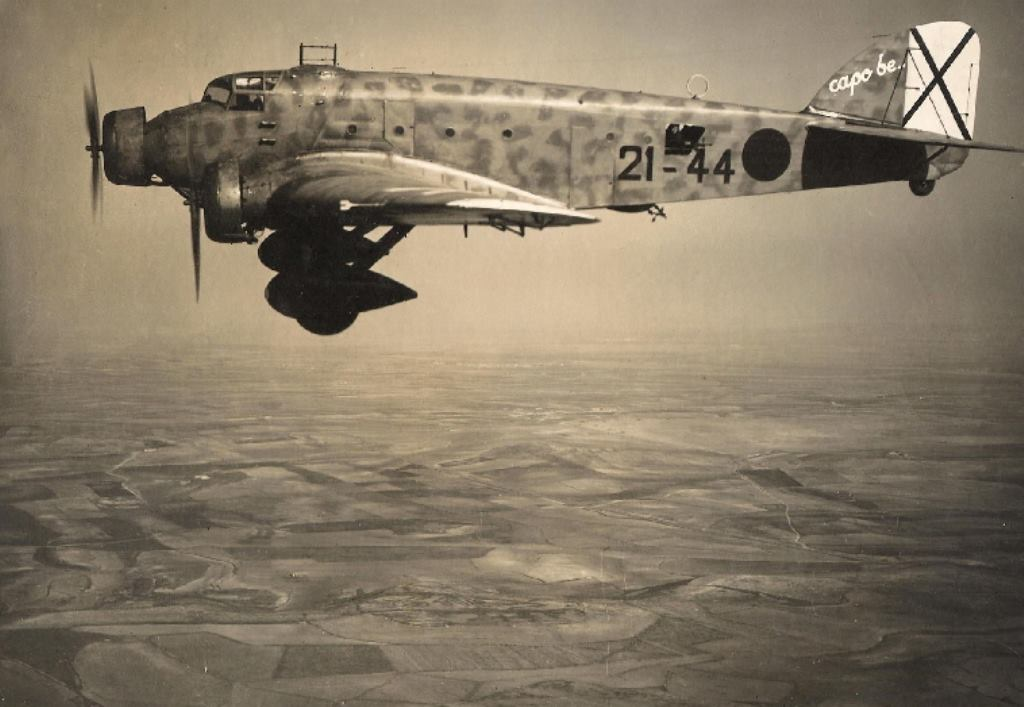
SM 81 ve Španělsku

Letouny S.M. 81 se na jaře 1939 účastnily výsadkové operace v Albánii, při nichž Itálie obsadila tuto zemi. Dále bojovaly v italských koloniích v Africe, v severní Africe, napadaly britské konvoje do Indie. Stroje postupně přecházely k druhotné službě, kdy dopravovaly zásoby, používaly se jako výsadkové a posléze jako evakuační letouny. Dále hlídkovaly na moři, ale ve vojenské misi v SSSR nebyly úspěšné.

## Specifikace

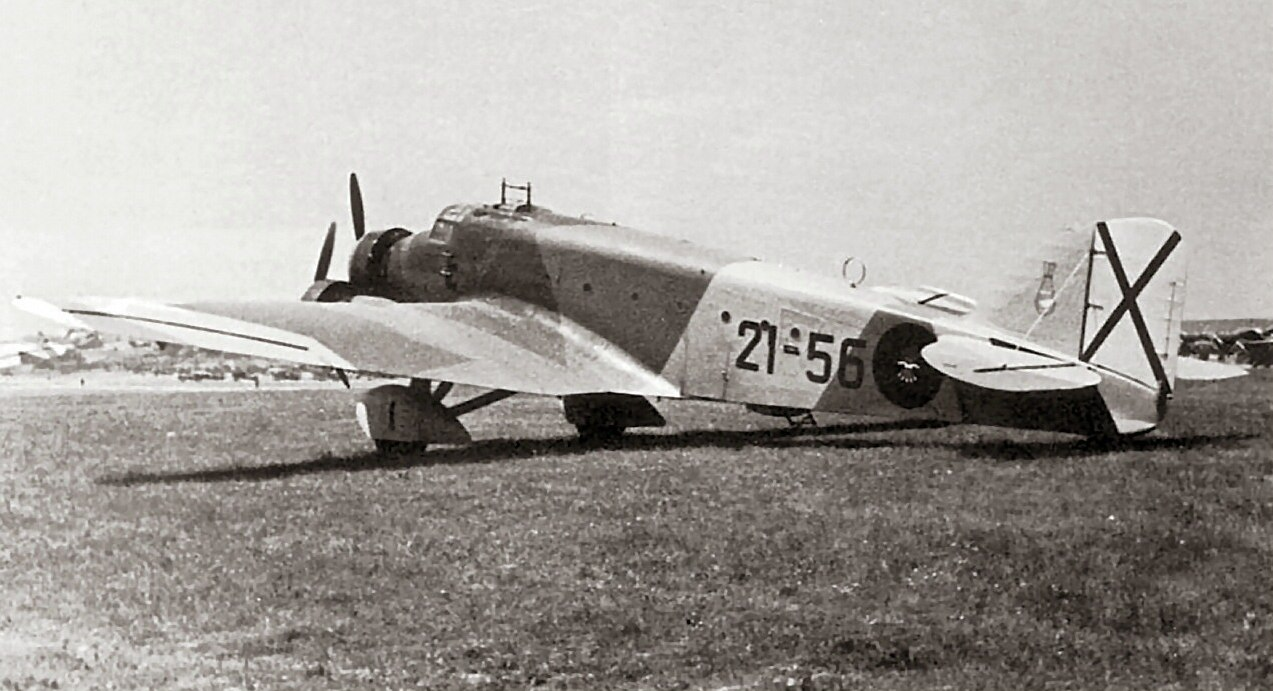
Španělská Savoia Marchetti SM.81 jednotky 16-G-21

### Technické údaje
- Osádka: 6
- Rozpětí: 24,00 m
- Délka: 17,80 m
- Výška: 4,30 m
- Nosná plocha: 92,00 m²
- Hmotnost prázdného letounu: 6800 kg
- Vzletová hmotnost: 10 505 kg
- Pohonná jednotka: 3 × vzduchem chlazený hvězdicový motor Piaggio P.XI-RC-35 o výkonu 515 kW.

### Výkony
- Maximální rychlost: 340 km/h
- Cestovní rychlost: 290 km/h
- Dostup: 7000 m
- Dolet: 640 / 1800 km s 2000 / 1000 kg pum

### Výzbroj
- 5 × kulomet Breda ráže 7,7 mm
- max. 2000 kg pum v pumovnici.